# FunPlus Phoenix
FunPlus Phoenix (FPX) là một tổ chức thể thao điện tử chuyên nghiệp của Trung Quốc thuộc sở hữu của nhà phát triển trò chơi điện tử FunPlus. FPX có các đội thi đấu trong Liên Minh Huyền Thoại, Valorant, Fortnite Battle Royale và PlayerUnknown's Battlegrounds. Đội tuyển Liên Minh Huyền Thoại của FunPlus Phoenix đang thi đấu tại giải League of Legends Pro League (LPL), giải đấu cấp cao nhất dành cho bộ môn Liên Minh Huyền Thoại ở Trung Quốc. Vào ngày 10 tháng 11 năm 2019, đội tuyển đã giành chức vô địch Thế giới Liên minh Huyền thoại 2019 sau khi đánh bại G2 Esports trong trận chung kết tổng.

## Liên Minh Huyền Thoại

### Lịch sử
Vào ngày 20 tháng 12 năm 2017, bộ phận thể thao điện tử của FunPlus đã thông báo về thành lập đội tuyển FPX và giành được một vị trí trong giải đấu League of Legends Pro League (LPL) giải đấu cấp cao bộ môn Liên Minh Huyền Thoại tại Trung Quốc. Đội hình ban đầu của FPX gồm người đi đường trên Kim "GimGoon" Han-saem, người đi rừng Hu "Pepper" Zhiwei, người đi đường giữa Feng "bing" Jinwei, người đi đường dưới Lin "Lwx" Weixiang và hỗ trợ Liu "Crisp" Qingsong. Giải đấu đầu tiên của đội là  Demacia Championship 2017, đội xếp thứ 9 đến 15 sau khi để thua trước WE ở lượt trận thứ ba và cuối cùng của Bảng E.
Tại giả đấu LPL Mùa Xuân 2018, mặc dù có thêm người đi đường giữa kỳ cựu Yu "Cool" Jiajun, nhưng FPX chỉ xếp thứ 5 trong giải đấu với thành tích 9–10 và không đủ điều kiện tham dự vòng loại trực tiếp. Chen "Alex" Yu-ming đã thay thế Pepper với tư cách là người đi rừng chính của đội cho mùa giải LPL Mùa Hè 2018. FPX về thứ 4 trong giải đấu với thành tích 8-11, đủ điều kiện tham dự vòng loại trực tiếp với tư cách là một trong những hạt giống cuối bảng. Đội tuyển đã bị JDG đánh bại ngay trong ván đầu tiên.
Để chuẩn bị cho giải LPL Mùa Xuân 2019, FPX đã có bước chuẩn bị đột phá, họ công bố 2 bản hợp đồng với hai tuyển thủ mới là: Người đi rừng Gao "Tian" Tianliang và người đi đường giữa Kim "Doinb" Tae-sang. Đội đã tiến bộ vượt bậc, xếp thứ nhất vòng bảng với thành tích 13–2 và bước chân ở bán kết. Tuy nhiên, FPX đã để thua 2–3 trước JDG trong trận bán kết và dừng chân ở trận bán kết. FPX đánh bại TOP 3–1 trong trận tranh hạng ba.
Tại giải đấu LPL Mùa Hè 2019, đội tuyển giữ nguyên đội hình của mùa giải trước, FPX một lần nữa xếp thứ nhất trong loạt trận vòng bảng, họ một lần nữa tiến vào bán kết. Trong trận bán kết, FPX đã đánh bại BLG với tỷ số 3-1, đưa họ vào vòng chung kết. FPX sau đó đánh bại nhà vô địch 3 lần RNG với tỷ số 3–1 trong trận chung kết, giành lấy danh hiệu đầu tiên của họ.
Tại giải đấu Vô địch thế giới 2020, FPX được xếp vào Bảng B cùng với SPY, JT và GAM. Sau khi đánh bại SPY trong một trận đấu tiebreak, FPX đủ điều kiện vào vòng loại trực tiếp với tư cách là đội đứng đầu bảng B. Ở tứ kết, FPX đánh bại FNC,  và trong trận bán kết, FPX đánh bại đồng đội LPL và đương kim vô địch thế giới 2018 IG để tiến vào trận chung kết. Trong trận chung kết, FPX đã mang về chức vô địch thế giới lần thứ 2 cho LPL sau khi đánh bại G2 với tỷ số 3-0 trong trận đấu chung kết tổng.
Vào ngày 30 tháng 11 năm 2019, FPX đã giành được giải thưởng cho "đội tuyển xuất sắc nhất" tại Giải thưởng Liên Minh Huyền Thoại của năm Trung Quốc 2019, được tổ chức trong sự kiện LPL All-Star. Để chuẩn bị cho mùa xuân 2020, một số sự bổ sung đã được thực hiện trong đội hình của FPX: người đi đường trên của T1 là Kim "Khan" Dong-ha gia nhập đội tuyển,  trong khi đó 3 tuyển thủ được đẩy lên thi đấu từ đội tuyển academy.

### Thành tích
| Thứ hạng | Giải đấu                         | Kết quả (W–L)                         |
| -------- | -------------------------------- | ------------------------------------- |
| 9th–15th | Demacia Championship 2017        | 1–2 (đối đầu với Team WE)             |
| 5th      | LPL mùa Xuân 2018                | 10–9                                  |
| 4th      | LPL mùa Hè 2018                  | 13–6                                  |
| 7th–8th  | LPL mùa Hè 2018 Playoffs c       | 1–3 (đối đầu với JD Gaming)           |
| NQ       | NEST 2018 Qualifiers             | 1–2 (đối đầu với Team WE)             |
| 1st      | LPL mùa Xuân 2019                | 13–2                                  |
| 3rd      | LPL mùa Xuân 2019 Playoffs       | 3–1 (đối đầu với Topsports Gaming)    |
| 9th–16th | NEST 2019                        | 0–3 (đối đầu với SinoDragon Gaming)   |
| 2nd      | Rift Rivals 2019 LCK-LPL-LMS-VCS | 1–3 (đối đầu với LCK)                 |
| 1st      | LPL mùa Hè 2019                  | 14–1                                  |
| 1st      | LPL mùa Hè 2019 Playoffs         | 3–1 (đối đầu với Royal Never Give Up) |
| 1st      | Chung kết thế giới 2019          | 3–0 (đối đầu với G2 Esports)          |
| 3rd      | LPL mùa Xuân 2020                | 12–4                                  |
| 3rd      | LPL mùa Xuân 2020 Playoffs       | 3–0 (đối đầu với Invictus Gaming)     |
| 2nd      | Mid-Season Cup2020               | 1–3 (đối đầu với Top Esports)         |
| 8th      | LPL mùa Hè 2020                  | 9–7                                   |
| 7th–8th  | LPL mùa Hè 2020 Playoffs         | 1–3 (đối đầu với Victory Five)        |